# Peitho

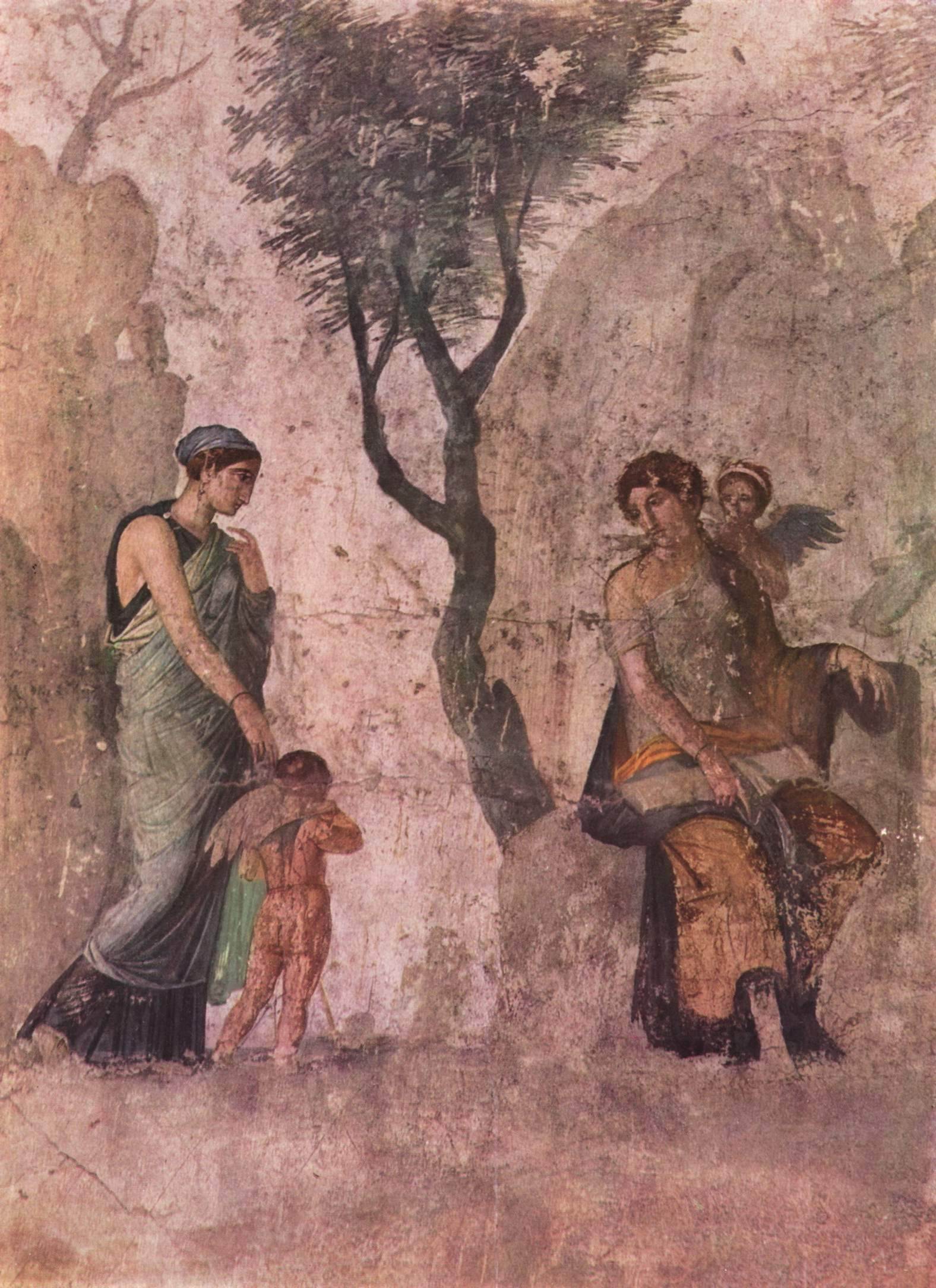
Freskmålning med Peitho till vänster.

Peitho (grekiska Πειθώ, övertalning) är i den grekiska mytologin övertalningens gudinna. Hon förekom i sällskap med kärleksgudinnan Afrodite som även betecknas som hennes moder. Peitho övertalar gärna unga flickor att hänge sig åt kärlek och erotik. 
Peitho är även följeslagare till Hermes, tänkt som vältalighetens gud och med chariterna. Hon räknas till okeanidernas skara. I Sikyon hade hon eget tempel. 
Hos romarna motsvaras Peitho av Suada eller Suadela och i svenskt språkbruk lever Peitho kvar i ordet ’’svada’’. Likaså är asteroiden 118 Peitho uppkallad efter henne.